# Heershof
De Heershof (ook: Den Heerlaer of Laerhuis) is een boerderij en voormalig kasteel in Boekend, een kerkdorp in de Nederlandse gemeente Venlo. De boerderij is gekenmerkt als gemeentelijk monument.
De boerderij bevindt zich in het gebied Koelbroek, aan de binnenbocht van een pleistocene Maasmeander. Het complex bestond uit twee delen: een herenhuis (het huis Laer) van de adellijke familie en een kampboerderij (Heershof) waar de pachter woonde. Oorspronkelijk was het complex omgeven door een natte gracht. Alleen de boerderij is behouden gebleven.

## Geschiedenis
De Heershof zal in de 15e eeuw zijn gesticht als kampboerderij. De oudste vermelding dateert uit 1677: op een kaart van Blerick, getekend door Cornelis Lowis, staat het huis Den Heerlaer weergegeven. Het was toen in bezit van Johan Bertram van Laer. In 1679 brandde het complex af en Johan was hierdoor zijn hele vermogen kwijt. Met hulp van familieleden kon Johan het huis herbouwen. 
Een akte uit 1837 toont dat het complex een totale oppervlakte kende van 26 bunder, 37 roeden en 80 ellen.
De familie Van Laer bleef eigenaar tot 1855. In dat jaar kwam het goed door erfdeling in handen van aannemer Jan Antoon Linskens, die getrouwd was met Charlotte van Laer. In 1875 kocht bankier Jan Gerard Hubert Wolters het complex. De Woltersbank ging in 1883 failliet en de familie Steyns-Peron nam de Heershof over. In 1886 was de boerderij in gebruik als stalling en schuur, terwijl het Laerhuis als woning diende. In 1916 kocht de agrariër Servaas Antoon Bovee het geheel aan, maar verkocht het in 1919 al weer door aan Joseph van de Loo.
De familie Janssen bewoonde het complex vanaf 1939, totdat Rijkswaterstaat het aankocht vanwege de geplande verschuiving van de A73.

## Beschrijving
Op de Tranchotkaart wordt het goed weergegeven als twee parallelle bouwvleugels gelegen op een omgracht eiland, met ten zuidoosten een omgracht perceel dat vermoedelijk als 18e-eeuwse siertuin was aangelegd. De twee percelen werden van elkaar gescheiden door een tussengracht. De kadastrale kaarten uit de eerste helft van de 19e eeuw laten beide gebouwen eveneens zien, evenals de grachten rondom beide eilanden; de vorm van het eiland met de twee gebouwen lijkt sterk op een verdedigingswerk met bolwerken.
De huidige gebouwen gaan terug op hun 17e-eeuwse voorgangers en hebben nog dezelfde opzet, maar ze ogen vooral 19e en vroeg 20e-eeuws.